# ハンター (駆逐艦・2代)
| 画像をアップロード |                                                                             |
| 艦歴               |                                                                             |
| 発注               |                                                                             |
| 起工               | 1935年3月26日                                                               |
| 進水               | 1936年2月25日                                                               |
| 就役               | 1936年9月20日                                                               |
| 退役               |                                                                             |
| その後             | 1940年4月10日に戦没                                                         |
| 除籍               |                                                                             |
| 性能諸元           |                                                                             |
| 排水量             | 基準 1,340トン、満載 1,859トン                                              |
| 全長               | 98.45 m                                                                     |
| 全幅               | 10.05 m                                                                     |
| 吃水               | 3.78 m                                                                      |
| 機関               | アドミラリティ・ボイラー3基、パーソンズ式蒸気タービン2基2軸推進、34,000 shp |
| 最大速             | 36ノット (66.7 km/h)                                                        |
| 航続距離           | 5,530カイリ（15ノット時）                                                   |
| 乗員               | 145名                                                                       |
| 兵装               | 4.7インチ砲4門 0.5インチ機銃8基 21インチ魚雷発射管8門                       |

ハンター (HMS Hunter, H35) はイギリス海軍の駆逐艦。H級。

## 艦歴
スワン・ハンター社で建造。1935年3月26日起工。1936年2月25日進水。同年9月20日就役。
最初は、同型艦と共に地中海の第2駆逐艦戦隊に所属した。スペイン内戦中の1937年5月13日、地中海沿岸で哨戒中の「ハンター」は浮流していた機雷に触雷した。爆発による亀裂は両舷に及び、船体は切断寸前となった。損傷と浸水で自力航行が不可能となった「ハンター」は、巡洋艦「アリシューザ」に曳航されてジブラルタルへ入港し、応急処置後にマルタへ向かい修理工事を施された。
1940年の初めには第2駆逐艦戦隊はイギリス本国に呼び戻された。4月、ドイツ軍はヴェーザー演習作戦を発動し、ナルヴィクにも駆逐艦からドイツ軍が上陸した。そして、「ハンター」などはオフォトフィヨルドの封鎖に向かった。1940年4月10日、「ハンター」は第1次ナルヴィク海戦に参加した。イギリスの駆逐艦はナルヴィク港内にいたドイツ駆逐艦「アントン・シュミット」と「ヴィルヘルム・ハイドカンプ」を撃沈したが、撤収中に発生したドイツ駆逐艦「ゲオルク・ティーレ」と「ベルント・フォン・アルニム」との交戦で「ハンター」も被弾炎上した。さらに駆逐艦「ホットスパー」が「ハンター」に衝突し、5時30分に「ハンター」は沈没した。
2008年3月8日にオフォトフィヨルドの海底で「ハンター」の船体が発見された。